# مواء مرقط
الموَّاء المُرقَّط (الاسم العلمي: Ailuroedus maculosus) هو نوع من طيور التعريشة والذي يمكن العثور عليه في شمال كوينزلاند وجزر الملوك الشرقية وغينيا الجديدة. على الرغم من كونه ضمن فصيلة طيور التعريشة، إلا أنه لا يبني عشه من العشب.
تم تقييم الموَّاء المُرقَّط على أنه نوع غير مهدد في القائمة الحمراء للأنواع المهددة بالانقراض بفضل تواجده بشكل واسع في نطاق انتشاره.

## وصلات خارجية
- BirdLife Species Factsheet
- Audio recording at Freesound